# 桑原茂一
桑原 茂一（くわはら もいち、1950年12月9日 - ）は、日本の音楽プロデューサー・放送作家・雑誌編集者・初代選曲家。本名：桑原茂（くわはら しげる）。ライターとして「クワハラモイチ」「桑原茂一2」などを名乗る。freedom dictionary 編集発行。Pirate Radio主催。日本音楽選曲家協会 創立。プロデュースカンパニー「株式会社クラブキング」代表取締役。岡山県出身。

## 来歴
幼少時、鉱石ラジオから聞こえてきたビートルズに衝撃を受け、ラジオと音楽にのめりこむ。1969年、DJバー「キャッチボックス」を西麻布に開店。音楽業界とのコネクションはこの頃からでき始める。1973年、アメリカのカルチャー誌「ローリング・ストーン」日本版のスタッフとなり、製作の陣頭指揮を執る。同誌では小林克也を「DJオブ・ザ・イヤー」に推し、小林との知遇を得る。またファッション業界との交流も同誌における仕事から生まれていく。1975年、「ローリング・ストーン日本版」がスタッフの不祥事により廃刊の憂き目に会うが、同時期、「BIGI」のファッションショーの為の選曲、および「エドウイン」から店舗BGMの製作を依頼され、この時採用された「ウルフマン・ジャック・ショー」のパロディスタイルのアイデアが後の「スネークマンショー」の原点となっていく（「スネークマン」時の活動については同項を参照）。 
1977年-1997年、川久保玲 COMME des GARCONS（コムデギャルソン）東京・パリコレクション音楽選曲を担当。
1980年6月5日、アルファレコードよりリリースされたYMO 細野晴臣・坂本龍一・高橋幸宏 の4作目のアルバム増殖 X∞ Multiplies（ぞうしょく - マルティプライズ）に、小林克也・伊武雅刀・桑原茂一 スネークマンショーとして参加。
1982年3月、原宿に「ピテカントロプス・エレクトス」開店、代表に就任。同店では、盟友中西俊夫率いるMELON、東京ブラボー、ショコラータ、ミュート・ビート、坂本龍一、高橋悠治などのライブ、高木完、藤原ヒロシによるDJプレイが披露され、また、ジョン・ライドン、クラウス・ノミ、キース・ヘリング、ジャン・ミッシェル・バスキア、ナム・ジュン・パイク、デヴィッド・バーンをはじめ海外からも数々のミュージシャン・アーティストが訪れるなど、その存在は以後の日本のストリート・カウンターカルチャーに多大な影響を与えることになる。同年、ゲストミュージシャンとして高橋幸宏、細野晴臣、土屋昌巳、パーシー・ジョーンズを迎え製作されたMELONの最初のアルバム「Do You Like Japan?」をプロデュース。
1984年、宮沢章夫・竹中直人・中村有志・いとうせいこう・大竹まこと・きたろう・斉木しげる・松本小雪と演劇ユニット「ドラマンス」を旗揚げし、メンバーとしてプロダクション人力舎に所属する。
1986年、日本音楽選曲家協会（略称：音選協）を設立、発起人代表を務める。1987年　クラブキング設立。1988年フリーペーパー「dictionary」を創刊。90年代以降も、「RADIO HEAVEN」、「ブルー・フィルム」などの活動のほか、TBSにて放送された「大帝国劇場」のスーパーバイズ、その他、CD製作、イベントオーガナイズ、podcasting、ファッションショーの選曲・音楽監督、ラジオ・テレビ番組制作、映画音楽など、さまざまな手段で独自のコントや音楽・文化を発信し続けている。また、2001年のアメリカ同時多発テロ事件を機に発行された坂本龍一とML「suspeace」が監修する「非戦」に参加、同じく坂本の呼びかけによる「Stop Rokkasho」、およびmore treesプロジェクトに参加するなど、社会問題や環境問題などへの発言も積極的に行っている。
2010年1月5日「桑原茂一のPIRATE RADIO」（InterFM）放送開始。また2010年7月　東京都水道局出張所跡地（東京都渋谷区神南1）を利用し、"学ぶを遊ぶ - 働く大人が学ぶための「学校」= ART SCHOOL"のコンセプトのもと、さまざまな人材の交流と情報発信を目指して「ディクショナリー倶楽部 ART SCHOOL」を開校。校長として茂木健一郎、またリリーフランキー、萱野稔人、ヒロ杉山、しりあがり寿、近田春夫、野崎良太、高橋健太郎など、各界著名人を講師陣として迎える。
2021年、活動の拠点を京都に移動。freedom dictionary 企画のイベントを京都府・大分県由布院で開催する。
2022年4月16日-5月15日、京都東福寺塔頭 光明院にて､しりあがり寿 個展「心頭滅却すれば火もまたCOOL‼︎」主催。
2023年1月13日-29日、京都府京都市下京区 haku kyotoギャラリーにて「干支 兎 原画展」主催。 2023年カレンダーfreedom dictionary 209号　参加アーティスト：田中知之　しりあがり寿　ミック・イタヤ　安齋肇　ヒロ杉山　谷田一郎　伊藤桂司　若木信吾　寺田克也　福津宣人　植田工　上出惠悟　アワジトモミ。
2023年10月、京都東福寺塔頭 光明院にて、寺田克也・朝倉世界一 ２人展主催。
2023年11月30日-2024年1月21日、アルテジオミュージアムにて freedom dictionary展 in 由布院　『芸術交円』参加アーティスト：安齋肇　伊藤桂司　上出惠悟　谷田一郎　寺田克也　ヒロ杉山　福津宣人　MASAYO.Y  ミック・イタヤ。同時開催 freedom dictionary展 in 由布院　しりあがり寿 個展「出現！由布院洞窟風呂」主催。
2023年12月9日-2024年1月24日、山荘わらび野にてfreedom dictionary展 in 由布院　植田 工 個展「ある風景の中にある風景」主催。
2024年6月7日-30日、京都東福寺塔頭 光明院にて、上出惠悟 水墨画個展「WINDOWS」主催。光明院住職、藤田慶水から「有と無」「YesかNo」二極の原理の中間にあるのが「道」（どう／茶道・花道など）ではないかと、禅の教示。アーティスト上出惠悟は「水墨画は、対局にあるものの境目をなくす」禅の教えに共通すると語る。手作り茶筒老舗『京都開化堂』八木隆裕は、古くから経典を納めるために用いた筒状の容器『経筒』を、中に「短冊を立てることのできる筒」へと開発。上出惠悟の作品を茶筒に飾る容器にする試みに挑戦した。
毎週金曜の夜一時間だけのクラブ！Pirate Radio 海賊船は、毎週金曜日夜11時に出港します「選曲とは、ある時間の額縁に収められた抽象画である：初代選曲家 桑原茂一」とのコンセプトをもとに、植田工　上野耕路　ミックイタヤ　谷田一郎　ヒロ杉山　伊藤桂司らアーティストが選曲に参加。
2024年7月27日-8月18日、THE NORTH FACE STANDARD京都にて「選曲とART：坂本龍一を偲ぶ会」主催。参加アーティスト：伊藤桂司　ミック・イタヤ　谷田一郎　上野耕路　植田工　上出惠悟　ヒロ杉山　河村康輔　桑原茂一。8月18日 坂本龍一と親交の深い音楽家・原摩利彦に聞く「過去から未来をみる〜教授から受け継ぐ精神とは」トークイベント開催。トリバコーヒー京都よりハワイの自家製農園から届くハワイコナコーヒー提供。

freedom dictionary166号から「選曲と ART」をテーマにプライベート・マガジンを制作しています。生きる糧を得るためにも選曲と ARTの雑誌を発行し続ける必要があるということです。今回THE NORTH FACE STANDARD KYOTOにて、坂本龍一の音楽をテーマに「選曲とART」をメインテーマに展覧会を開催します。わたくし桑原茂一は初代選曲家であり、日本初のクラブ『ピテカントロプス』のプロデュースを皮切りに日本のクラブカルチャーを牽引して来ました。その足跡は定期発行の雑誌 freepaper・dictionaryからfreedom dictionary へと続き今年36年目になります。：桑原茂一（2024年7月）。

2024年9月14日-12月1日  freedom dictionary展 in 由布院 #2 AGAVE ART展 meet AGAVESSUMMIT 主催。参加アーティスト：ruteN（杉山歩）　オカダミカ　石浦マサル　那須慶子　竹井千佳　長嶺克洋　及川キーダ　スガミカ　Saori Ohwada   田中尚子　ヒロ杉山　綱中いづる　白根ゆたんぽ　伊藤桂司　名和晃平。
2024年10月4日-10月30日、京都東福寺塔頭 光明院にて、ヒロ杉山  個展「国宝」主催。10月4日、ヒロ杉山/谷田一郎：対談「絵を描く人生て」。10月23日『月見選曲』桑原茂一　ヒロ杉山　鳥羽伸博。10月12日 青柳拓次「海のなかの湖」リリースツアー2024 京都公演主催。
2025年2月24日、KYOTO METROにてTORIBA COFFEE KYOTO ２Years Anniversary freedom dictionary presents 日本音楽選曲家協会集会／革命舞踏会in京都にて､トークセッション「選曲とは何か？」桑原茂一　大沢伸一　田中知之　沖野修也。ゲスト：立花ハジメ。

【選曲家宣言文】初代選曲家 桑原茂一：日本音楽選曲家協会（2025年最新版）「選曲家」という新しい職業の概念を提唱し、音楽表現の在り方を変えるべく『日本音楽選曲家協会』を設立した。この「選曲家」という名称には、画家や写真家のように「家」を冠することで社会的権威を主張し、同時に既存の価値観に挑むという強い意志が込められている。そして、その挑戦は単なる虚構ではなく、新しい音楽文化としての価値を確立しつつある。選曲家は単なる音楽の整理者ではなく、時代が求める新しい音楽文化の創造者である。私はその道を歩むことを誇りとし、選曲家としての未来を切り拓くことを決意する。

2025年6月1日- 6月15日、小川珈琲堺町錦店 2階 ギャラリースペースにてfreedom dictionary展　「ART+ 選曲-」開催。 中西千裕・アワジトモミの作品展示。6月7日、植田工トークイベントを開催。